# 舍克绍沃农村居民点
舍克绍沃农村居民点（俄语：Шекшовское сельское поселение）是俄罗斯联邦伊万诺沃州加夫里洛夫镇区所属的一个农村居民点。其下辖有13个居民点，行政中心为舍克绍沃。据2016年统计，该农村居民点的人口为2569人。